# Football Club Messina Peloro 2005-2006
Questa voce raccoglie le informazioni riguardanti il Football Club Messina Peloro nelle competizioni ufficiali della stagione 2005-2006.

## Stagione
Nella stagione 2005-2006 il Messina disputa il nono campionato di massima serie della sua storia e il quarto a girone unico. Raccoglie 31 punti con il terz'ultimo posto in classifica, retrocedendo in Serie B sul campo dopo lo scontro diretto nel Derby dello Stretto perso (3-0) contro la Reggina. Ma il declassamento della Juventus, che ha vinto lo scudetto, all'ultimo posto, retrocessa in Serie B con Lecce e Treviso, porta di fatto il Messina al quart'ultimo posto, che significa mantenimento della massima serie. I provvedimenti assunti dalla Corte Federale in relazione allo scandalo Calciopoli oltre a dare la salvezza al Messina, hanno anche dato giustamente lo scudetto all'Inter. La squadra peloritana era partita con il tecnico Bortolo Mutti poi a fine Marzo, con i giallorossi al terz'ultimo posto con 28 punti, è stato esonerato e sostituito da Gian Piero Ventura, che nelle ultime sette partite ha raccolto solo 3 punti, frutto della vittoria (3-1) sul Treviso già retrocesso, ma nonostante le sei sconfitte, è riuscito a mantenere la preziosa posizione, che grazie alle malefatte di Luciano Moggi, ha significato la salvezza. Il miglior realizzatore stagionale del Messina è stato Arturo Di Napoli autore di 13 reti in campionato.

## Rosa
Rosa aggiornata al 12 febbraio 2012
| N. |                                 | Ruolo | Calciatore         |
| -- | ------------------------------- | ----- | ------------------ |
| 1  | Italia (bandiera)               | P     | Marco Storari      |
| 2  | Iran (bandiera)                 | D     | Rahman Rezaei      |
| 4  | Italia (bandiera)               | D     | Filippo Cristante  |
| 5  | Italia (bandiera)               | C     | Massimo Donati     |
| 6  | Italia (bandiera)               | D     | Salvatore Aronica  |
| 7  | Italia (bandiera)               | C     | Gaetano D'Agostino |
| 8  | Costa d'Avorio (bandiera)       | D     | Marc Zoro          |
| 9  | Argentina (bandiera)            | A     | Roberto Nanni      |
| 10 | Brasile (bandiera)              | C     | Rafael Bondi       |
| 11 | Italia (bandiera)               | A     | Arturo Di Napoli   |
| 13 | Giappone (bandiera)             | A     | Atsushi Yanagisawa |
| 14 | Italia (bandiera)               | A     | Giuseppe Sculli    |
| 18 | Italia (bandiera)               | A     | Sergio Floccari    |
| 19 | Italia (bandiera)               | D     | Alessandro Parisi  |
| 20 | Bosnia ed Erzegovina (bandiera) | A     | Zlatan Muslimović  |
| 24 | Italia (bandiera)               | C     | Carmine Coppola    |
| 25 | Italia (bandiera)               | C     | Antonio Nocerino   |

| N. |                                | Ruolo | Calciatore                |
| -- | ------------------------------ | ----- | ------------------------- |
| 27 | Italia (bandiera)              | D     | Marco Zanchi              |
| 28 | Italia (bandiera)              | D     | Duccio Innocenti          |
| 30 | Italia (bandiera)              | C     | Francesco Girillo         |
| 41 | Italia (bandiera)              | C     | Salvatore Sullo           |
| 46 | Italia (bandiera)              | C     | Andrea Tummiolo           |
| 78 | Italia (bandiera)              | C     | Filippo Antonelli Agomeri |
| 79 | Italia (bandiera)              | P     | Andrea Pansera            |
| 82 | Italia (bandiera)              | D     | Domenico Bombara          |
| 88 | Italia (bandiera)              | P     | Nicholas Caglioni         |
| 90 | Brasile (bandiera)             | C     | Rafael Pereira da Silva   |
| 25 | Italia (bandiera)              | D     | Luca Fusco                |
| 3  | Nigeria (bandiera)             | D     | Mathew Olorunleke         |
| 17 | Italia (bandiera)              | C     | Domenico Giampà           |
| 31 | Portogallo (bandiera)          | C     | José Mamede               |
| 9  | Italia (bandiera)              | A     | Riccardo Zampagna         |
| 10 | Serbia e Montenegro (bandiera) | A     | Ivica Iliev               |

## Risultati

### Serie A

#### Girone di andata
| Arbitro: | Dondarini (Finale Emilia) |

|            |           |  |
| Pandev 21’ | Marcatori |  |

| Arbitro: | Rodomonti (Roma) |

|                        |           |                     |
| Di Napoli 57’ Zoro 61’ | Marcatori | 4’ Toni 41’ Bojinov |

| Arbitro: | Giannoccaro (Lecce) |

|           |           |            |
| Suazo 41’ | Marcatori | 30’ Donati |

| Messina 21 settembre 2005, ore 20:30 4ª giornata | Messina          | 0 – 0 referto | Livorno | Stadio San Filippo\| Arbitro: \| Rosetti (Torino) \| |
| Arbitro:                                         | Rosetti (Torino) |               |         |                                                      |

| Arbitro: | De Marco (Chiavari) |

|                                       |           |                        |
| T. Locatelli 10’, 46’ Chiesa 28’, 41’ | Marcatori | 11’ Zoro 67’ Di Napoli |

| Arbitro: | De Santis (Roma) |

|                |           |                                               |
| D'Agostino 77’ | Marcatori | 45+2’ Flachi 63’, 90’ Bonazzoli 75’ Borriello |

| Arbitro: | Bergonzi (Genova) |

|               |           |  |
| Del Piero 24’ | Marcatori |  |

| Arbitro: | Banti (Livorno) |

|                     |           |               |
| Zampagna 28’ (rig.) | Marcatori | 90+5’ Comotto |

| Arbitro: | Messina (Bergamo) |

|                     |           |                |
| Fabio Simplicio 35’ | Marcatori | 77’ Muslimovic |

| Arbitro: | M. Mazzoleni (Bergamo) |

|  |           |                     |
|  | Marcatori | 80’, 83’ D'Agostino |

| Arbitro: | Dondarini (Finale Emilia) |

|  |           |                     |
|  | Marcatori | 34’ Mexes 81’ Totti |

| Arbitro: | De Santis (Roma) |

|            |           |  |
| Felipe 87’ | Marcatori |  |

| Arbitro: | Trefoloni (Siena) |

|               |           |                         |
| Di Napoli 71’ | Marcatori | 7’ Recoba 59’ Cambiasso |

| Treviso 4 dicembre 2005, ore 15:05 14ª giornata | Treviso           | 0 – 0 referto | Messina | Stadio Omobono Tenni\| Arbitro: \| Cassarà (Palermo) \| |
| Arbitro:                                        | Cassarà (Palermo) |               |         |                                                         |

| Arbitro: | Racalbuto (Gallarate) |

|                              |           |  |
| Di Napoli 17’ Zampagna 45+2’ | Marcatori |  |

| Arbitro: | Tagliavento (Terni) |

|                                                    |           |  |
| Shevchenko 23’ (rig.), 48’ Pirlo 83’ Gilardino 85’ | Marcatori |  |

| Arbitro: | Paparesta (Bari) |

|               |           |           |
| Di Napoli 25’ | Marcatori | 86’ Cozza |

| Arbitro: | Giannoccaro (Lecce) |

|             |           |                                  |
| Almiron 35’ | Marcatori | 7’, 60’ Muslimovic 75’ Di Napoli |

| Messina 14 gennaio 2006, ore 20:30 19ª giornata | Messina            | 0 – 0 referto | Palermo | Stadio San Filippo\| Arbitro: \| Ayroldi (Molfetta) \| |
| Arbitro:                                        | Ayroldi (Molfetta) |               |         |                                                        |

#### Girone di ritorno
| Arbitro: | Pieri (Lucca) |

|                  |           |                |
| Rafael Bondi 22’ | Marcatori | 78’ Manfredini |

| Arbitro: | Paparesta (Bari) |

|                 |           |  |
| Toni 45+1’, 73’ | Marcatori |  |

| Arbitro: | Tombolini (Ancona) |

|               |           |  |
| Di Napoli 88’ | Marcatori |  |

| Arbitro: | Rosetti (Torino) |

|                       |           |                             |
| C. Lucarelli 54’, 67’ | Marcatori | 78’, 90+4’ (rig.) Di Napoli |

| Messina 8 febbraio 2006, ore 20:30 24ª giornata | Messina             | 0 – 0 referto | Siena | Stadio San Filippo\| Arbitro: \| Giannoccaro (Lecce) \| |
| Arbitro:                                        | Giannoccaro (Lecce) |               |       |                                                         |

| Arbitro: | Tagliavento (Terni) |

|                                                        |           |                                     |
| Castellini 19’ Volpi 69’ (rig.) Tonetto 81’ Foti 90+5’ | Marcatori | 18’ Muslimovic 89’ (rig.) Di Napoli |

| Arbitro: | Farina (Novi Ligure) |

|                  |           |                                 |
| Floccari 3’, 86’ | Marcatori | 18’ Ibrahimović 81’ (rig.) Mutu |

| Arbitro: | De Santis (Roma) |

|              |           |  |
| Cariello 90’ | Marcatori |  |

| Arbitro: | Bertini (Arezzo) |

|  |           |               |
|  | Marcatori | 84’ Bresciano |

| Arbitro: | Racalbuto (Gallarate) |

|                            |           |          |
| Rullo 26’ (aut.) Nanni 85’ | Marcatori | 44’ Babù |

| Arbitro: | Bergonzi (Genova) |

|                          |           |               |
| Perrotta 7’ Aquilani 56’ | Marcatori | 68’ Di Napoli |

| Arbitro: | Bertini (Arezzo) |

|               |           |           |
| Di Napoli 31’ | Marcatori | 38’ Obodo |

| Arbitro: | Rodomonti (Roma) |

|                             |           |  |
| Solari 15’, 26’ Martins 19’ | Marcatori |  |

| Arbitro: | Trefoloni (Siena) |

|                                       |           |                  |
| Floccari 13’ Sculli 71’ Di Napoli 72’ | Marcatori | 14’ Fava Passaro |

| Arbitro: | Paparesta (Bari) |

|                                   |           |  |
| Innocenti 15’ (aut.) Obinna 90+2’ | Marcatori |  |

| Arbitro: | Pieri (Lucca) |

|           |           |                                           |
| Sculli 7’ | Marcatori | 33’ Jankulovski 44’ Gattuso 90’ Gilardino |

| Arbitro: | Messina (Bergamo) |

|                                             |           |  |
| Cozza 51’ Amoruso 57’ (rig.) R. Bianchi 76’ | Marcatori |  |

| Arbitro: | Preschern (Mestre) |

|              |           |               |
| Nocerino 89’ | Marcatori | 2’, 74’ Pozzi |

| Arbitro: | Pantana (Macerata) |

|            |           |  |
| Godeas 33’ | Marcatori |  |

## Statistiche
Statistiche aggiornate al 18 aprile 2015

### Andamento in campionato
| Giornata  | 1  | 2  | 3  | 4  | 5  | 6  | 7  | 8  | 9  | 10 | 11 | 12 | 13 | 14 | 15 | 16 | 17 | 18 | 19 | 20 | 21 | 22 | 23 | 24 | 25 | 26 | 27 | 28 | 29 | 30 | 31 | 32 | 33 | 34 | 35 | 36 | 37 | 38 |
| --------- | -- | -- | -- | -- | -- | -- | -- | -- | -- | -- | -- | -- | -- | -- | -- | -- | -- | -- | -- | -- | -- | -- | -- | -- | -- | -- | -- | -- | -- | -- | -- | -- | -- | -- | -- | -- | -- | -- |
| Luogo     | T  | C  | T  | C  | T  | C  | T  | C  | T  | T  | C  | T  | C  | T  | C  | T  | C  | T  | C  | C  | T  | C  | T  | C  | T  | C  | T  | C  | C  | T  | C  | T  | C  | T  | C  | T  | C  | T  |
| Risultato | P  | N  | N  | N  | P  | P  | P  | N  | N  | V  | P  | P  | P  | N  | V  | P  | N  | V  | N  | N  | P  | V  | N  | N  | P  | N  | P  | P  | V  | P  | N  | P  | V  | P  | P  | P  | P  | P  |
| Posizione | 18 | 15 | 15 | 15 | 15 | 17 | 18 | 17 | 17 | 16 | 17 | 17 | 17 | 16 | 16 | 16 | 17 | 16 | 16 | 17 | 17 | 15 | 16 | 16 | 16 | 16 | 17 | 17 | 17 | 18 | 18 | 18 | 18 | 18 | 18 | 18 | 18 | 18 |

Legenda:

Luogo: C = Casa; T = Trasferta. Risultato: V = Vittoria; N = Pareggio; P = Sconfitta.